# Vina (Alabama)
Pour les articles homonymes, voir Vina.
Vina est une municipalité américaine située dans le comté de Franklin en Alabama.
Selon le recensement de 2010, sa population est de 358 habitants. La municipalité s'étend sur 4,81 milles carrés (12,46 km2).

## Démographie
| 1920 | 1930 | 1940 | 1950 | 1960 | 1970 |
| ---- | ---- | ---- | ---- | ---- | ---- |
| 339  | 448  | 472  | 313  | 184  | 366  |

| 1980 | 1990 | 2000 | 2010 | - | - |
| ---- | ---- | ---- | ---- | - | - |
| 346  | 356  | 400  | 358  | - | - |